# Česká pošta
Česká pošta  est une entreprise publique tchèque dont l’activité principale est le traitement du courrier postal. 

## Galerie

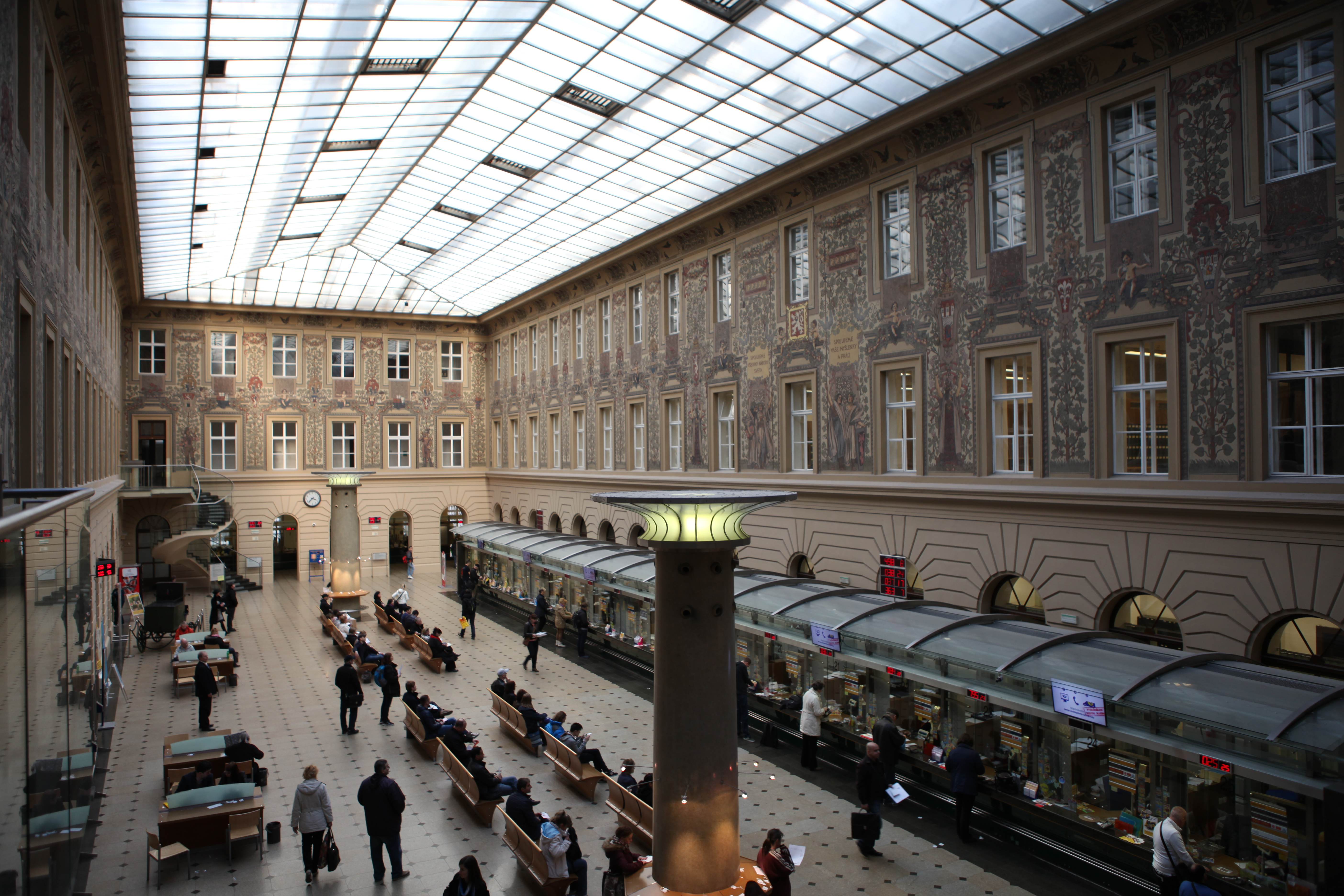
intérieur du bureau de la poste principale de Prague
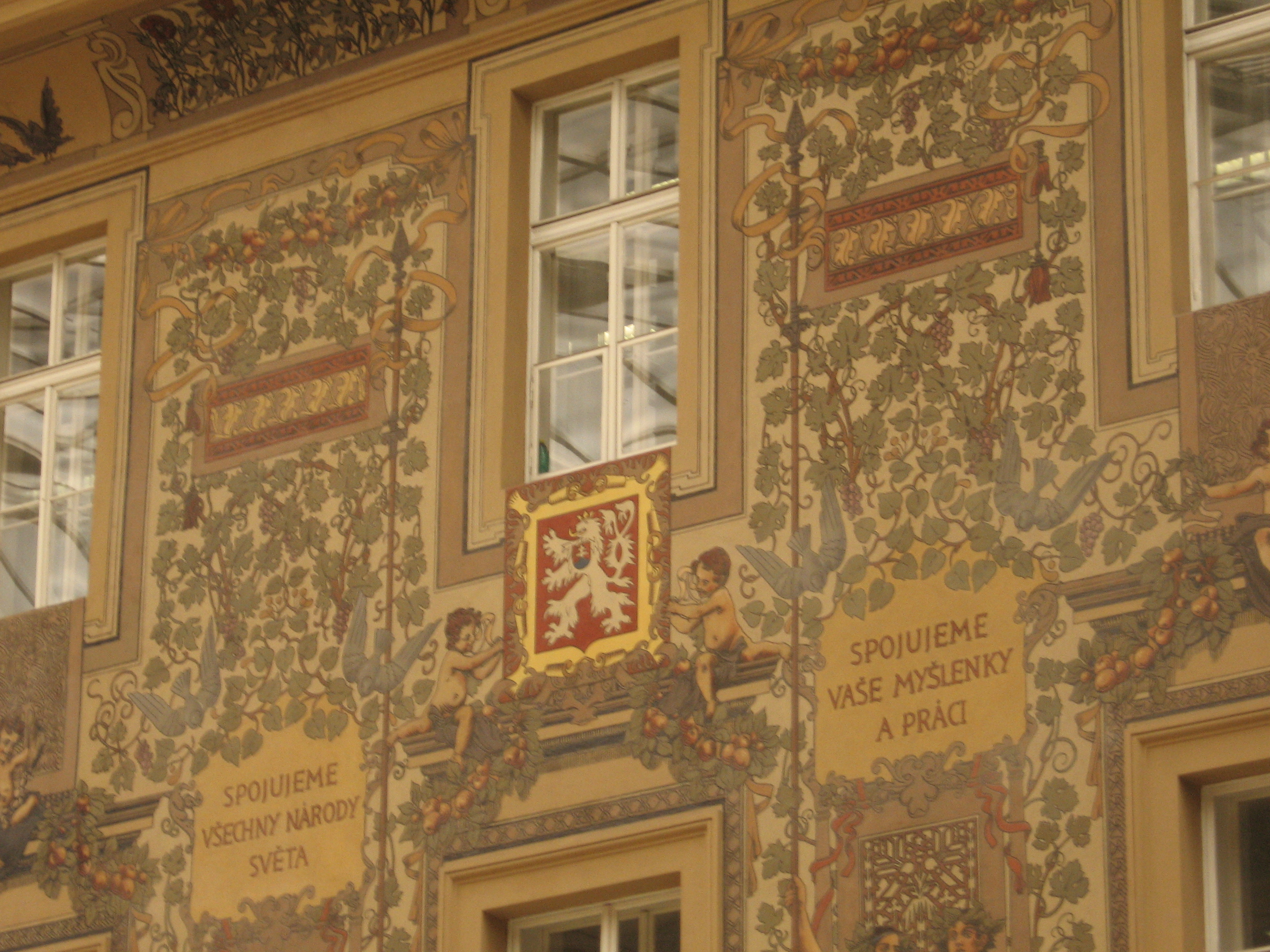
Intérieur du bureau de poste principal pragois
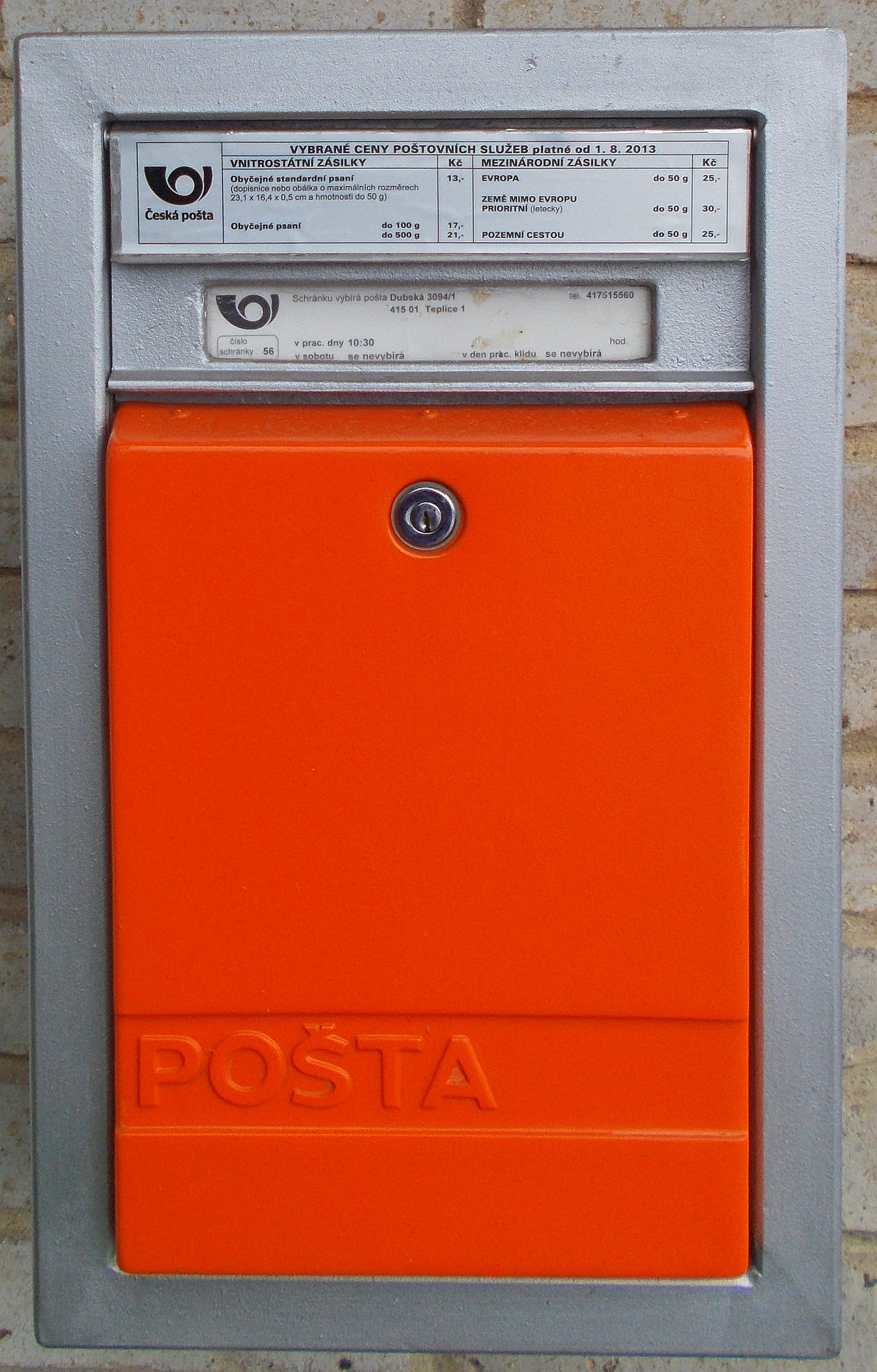
Boîte-aux-lettres de la Česká pošta
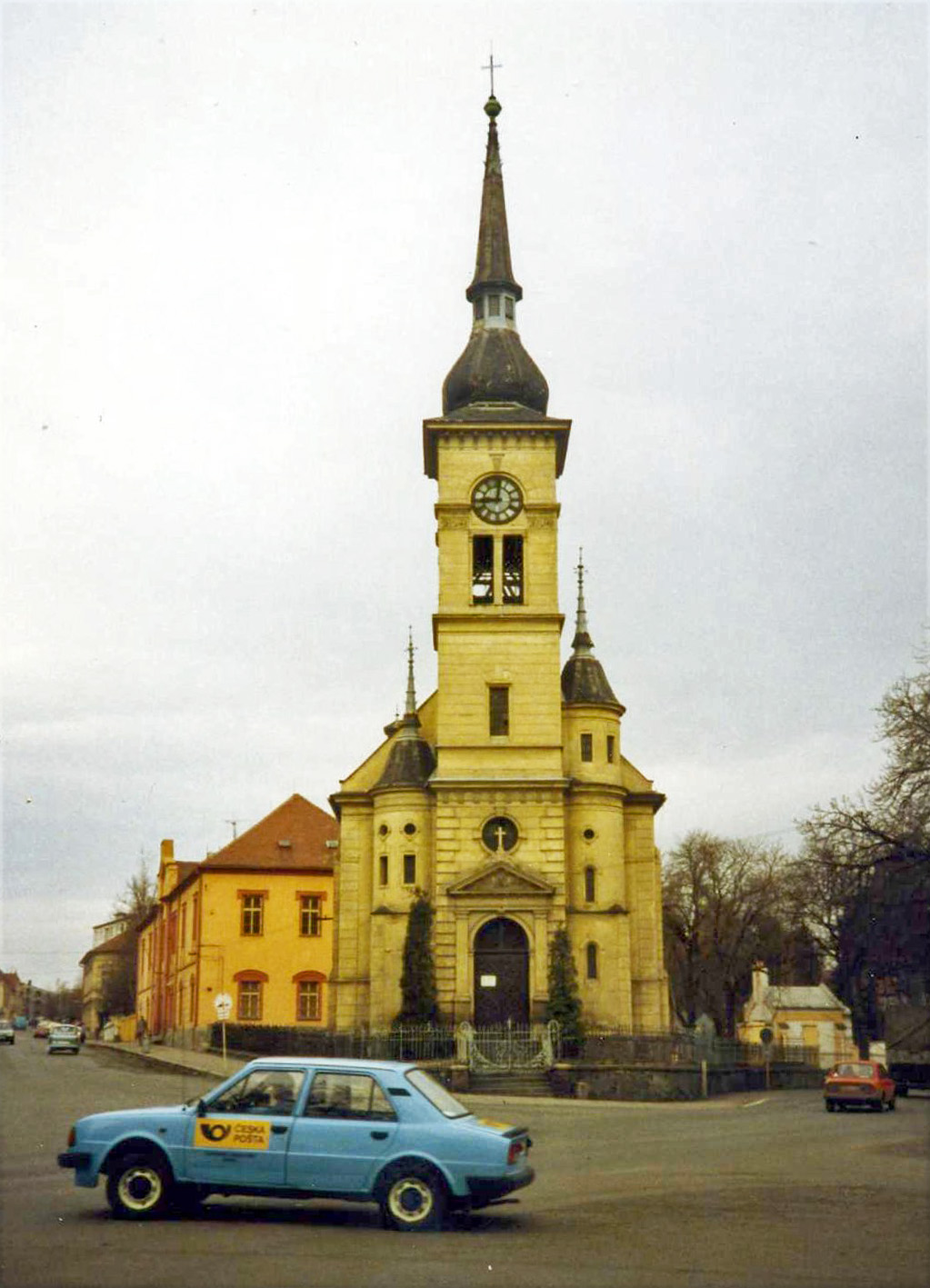
Une Škoda 105 avec le logo de la Česká pošta à Žatec en 1994, un an après la partition d'avec la Slovaquie